# Nieuwehorne
Nieuwehorne est un village situé dans la commune néerlandaise de Heerenveen, dans la province de la Frise. Son nom en frison est Nijhoarne. Le 1er janvier 2006, le village comptait 1 472 habitants.